# Pribylina
Pribylina (in ungherese Pribilina) è un comune della Slovacchia facente parte del distretto di Liptovský Mikuláš, nella regione di Žilina.